# Завада
Зава́да — село в Україні, у Яворівському районі Львівської області. Населення становить 545 осіб. Орган місцевого самоврядування - Мостиська міська рада.

## Населення

### Мова
Розподіл населення за рідною мовою за даними перепису 2001 року:
| Мова       | Кількість | Відсоток |
| ---------- | --------- | -------- |
| українська | 508       | 93.21%   |
| польська   | 34        | 6.24%    |
| російська  | 2         | 0.37%    |
| білоруська | 1         | 0.18%    |
| Усього     | 545       | 100%     |

## Відомі люди
В селі народився Тарнавський Мар'ян Гнатович — український художник скла; заслужений художник УРСР.